# Numenera
Numenera è un gioco di ruolo science fantasy scritto da Monte Cook ambientato in un futuro remoto. È stato tradotto in italiano, tedesco, spagnolo, francese e portoghese. L'edizione italiana è pubblicata da dalla Wyrd Edizioni, ed è la prima ad essere distribuita in scatola.

## Ambientazione
Numenera è ambientato sulla terra circa un miliardo di anni nel futuro. L'ambientazione è chiamata "Il Nono Mondo" dal momento che otto civiltà sono sorte e cadute prima dell'era corrente. Queste civiltà hanno lasciato dietro di sé rovine e dispositivi dalla tecnologia talmente progredita da risultare indistinguibile dalla magia, chiamati numenera. Lo scopo per cui sono stati realizzati è ignoto agli abitanti del nono mondo, ma questo non impedisce il loro utilizzo nella vita di tutti i giorni.

## Sistema di gioco
Le meccaniche usate nel gioco sono quelle del Cypher System. I personaggi sono definiti dalla frase:
"Sono un [sostantivo] [aggettivo] che [verbo]."
1. Il [sostantivo] è il Tipo, che può essere Glaive (combattente), Tech (tecnomante) e Jack (tuttofare)
2. L'[aggettivo] è il Descrittore, che indica il suo punto di forza
3. Il [verbo] è il Focus, che rappresenta un talento speciale (spesso sovrannaturale) del personaggio[6].

In base a questa scelta si ottengono punti da distribuire nelle tre Riserve: Vigore (che rappresenta la forza e la robustezza), Prontezza (che rappresenta l'agilità ed il coordinamento) e Intelletto (che rappresenta l'astuzia, la saggezza e la conoscenza). I punti nelle riserve possono essere spesi per ridurre la difficoltà dei test: invece di rappresentare l'effettiva competenza rappresentano infatti le energie che il personaggio è in grado di impiegare.
Le azioni si risolvono secondo le seguenti fasi:
1. Il Game Master indica il tipo di azione (Vigore, Prontezza, Intelletto) e stabilisce una difficoltà che va da 1 a 10 (3 per avere il 50% di probabilità in assenza di competenze)
2. I giocatori considerano tutte le condizioni a favore (competenze, circostanze ed equipaggiamento) per ridurre la difficoltà
3. I giocatori possono spendere punti nella riserva corrispondente al tipo di azione per ridurre ulteriormente la difficoltà
4. Se la difficoltà è scesa a zero, l'azione riesce automaticamente, in caso contrario si moltiplica per 3 e si ottiene il numero bersaglio
5. Il giocatore lancia un dado da venti facce. Riesce nell'azione se il risultato è pari o maggiore al numero bersaglio

Molto influenti, sia nell'ambientazione che nel sistema di gioco, sono i crypto, un tipo di numemera ad uso singolo. Ogni crypto è diverso dall'altro nella forma e nella funzione, possono essere trovati con facilità ed ogni personaggio può trasportarne solo un numero esiguo. Come suggerito da queste caratteristiche, invece di essere accumulati dovrebbero essere usati alla prima occasione come se si trattasse di abilità ad uso singolo.

## Storia editoriale
Il lancio di Numenera avviene in seguito ad una fortunata campagna Kickstarter, che all'epoca ha stabilito il record per il "maggior numero di fondi ottenuti per un gioco di ruolo tradizionale" con un totale di 517255 $ da 4658 sostenitori, superando il record precedente ottenuto dalla campagna per la 5ª edizione di Traveller. Originariamente concepita per finanziare il manuale base, la campagna ha totalizzato il doppio dell'obbiettivo in sole 24 ore. Il progressivo aumento dei fondi ha permesso di raggiungere traguardi supplementari, ed alla fine della campagna è stata finanziata l'intera linea di gioco.
In Italia il gioco è stato tradotto e distribuito dalla Wyrd Edizioni, per la prima volta come gioco in scatola. La confezione contiene, oltre al manuale base, una mappa di parte del nono mondo, un modulo di avventure ed alcune schede personaggio. In occasione del Lucca Comics & Games del 2014, Monte Cook e Shanna Germain hanno preso visione dell'edizione italiana apprezzando molto l'idea. In seguito hanno lanciato una nuova campagna Kickstarter per realizzare un'edizione in scatola per il mercato americano.

### Numenera 2: Discovery and Destiny
Il 19 settembre 2017 la Monte Cook Games lancia una nuova campagna Kickstarter per finanziare il progetto Numenera 2: Discovery and Destiny. Si tratta di una revisione del materiale originale che pone l'accento sull'esplorazione, la scoperta e la creazione. Include anche alcune modifiche al Cypher System che sono state introdotte dopo la pubblicazione del Numenera originale. Il progetto è costituito da due manuali chiamati Numenera Discovery e Numenera Destiny. La campagna si conclude totalizzando 845258 $ da 4185 sostenitori.
Discovery, è una revisione del manuale originale. I personaggi di tipo Jack sono stati sostanzialmente modificati per distinguersi maggiormente dai Tech e Glaive. Sono state inoltre introdotte le intromissioni del giocatore, una meccanica che permette ai giocatori di modificare l'ambiente spendendo punti esperienza.
Destiny è composto da materiale quasi totalmente nuovo, ed offre tre nuovi tipi di personaggio (Arkus, Delve e Wright), nuovi descrittori e nuovi foci. Il libro pone enfasi sulla creazione di oggetti ed edifici oltre alla protezione e allo sviluppo delle comunità, dove questi tre nuovi tipi di personaggio assumono ruoli chiave. Contiene un'ampia sezione dedicata alle meccaniche che regolano la costruzione di oggetti ed una sulle comunità. Il gioco incentrato sulla comunità si gestisce trattandola come un PNG le cui statistiche sono migliorate dai personaggi. Il manuale fornisce infine nuovi mostri, nuovi PNG e nuove ambientazioni.
A seguito dell'enorme successo della campagna Kickstarter sono stati annunciati numerosi supplementi. A luglio 2018 sono stati rilasciati i manuali base (Numenera Discovery e Numenera Destiny) in formato PDF per chi ha sostenuto la campagna.

## Premi
- 2015 Gioco di ruolo dell'anno 2015[14]
- 2014 ENnie Award gold:[15]
  - Prodotto dell'anno: Numenera Corebook
  - Miglior ambientazione: Numenera Corebook
- 2014 Origins Award:[16]
  - Miglior gioco di ruolo originale: Numenera